# Nonciature apostolique à Cologne
La nonciature apostolique à Cologne est une représentation diplomatique permanente du Saint-Siège qui se trouvait en Allemagne avec siège à Cologne. Elle était tenue par le nonce apostolique à Cologne, dit officiellement nonce apostolique en Allemagne. Il avait rang d'ambassadeur. 

## Histoire
L'origine de la nonciature est due à Mgr Gropper en 1575, ou selon d'autres historiens à Mgr Bonomi en 1584. En tout cas, c'est le pape Grégoire XIII qui l'a voulue avec le concours de l'empereur Rodolphe II de Habsbourg. Dans les décennies précédentes, le concile de Trente avait mis au point l'idée de fonder une nonciature apostolique en Allemagne afin de contrer l'avancée protestante. C'est la ville de Cologne qui fut choisie parce qu'elle était à l'époque un bastion catholique dans une zone disputée entre catholiques et protestants et qu'elle était le siège d'une principauté importante, la principauté épiscopale de Cologne au sein du Saint-Empire romain germanique. Il y existait depuis le début du XVIe siècle un délégué apostolique faisant fonction de nonce.
Le rôle politique du nonce apostolique à Cologne fut essentiel dans la participation à des moments importants de la vie politique comme le sacre de l'empereur du Saint-Empire romain germanique, ou la convocation du Reichstag (1594 et 1622), ou bien l'élection impériale à Francfort (1612 et 1658), ou encore les congrès de paix de Münster  (1644-1648) qui mirent fin à la guerre de Trente Ans, d'Aix-la-Chapelle (1668), Cologne (1673-1674) et Utrecht (1713). Le bassin d'influence de la nonciature apostolique à Cologne incluait les diocèses de Wurtzbourg (et sa principauté), d'Osnabrück (et sa principauté), de Paderborn (et sa principauté), de Hildesheim, de Liège (et sa principauté) et d'Aix-la-Chapelle. Il avait aussi juridiction pour le compte du Saint-Siège sur les archidiocèses de Mayence, de Trèves et de Cologne.
La nonciature apostolique de Cologne cessa d'exister en 1795, quand la ville épiscopale fut occupée par les troupes révolutionnaires françaises. Après le Congrès de Vienne (1815), la nonciature ne fut pas réactivée et seule fut maintenue la nonciature apostolique en Bavière avec siège à Munich.

## Liste des nonces apostoliques

### Délégués apostoliques à Cologne (1500 - 1584)
- Girolamo Aleandro (1520 - 1521)
- Kaspar Gropper † (11 juin 1573 - février 1576)[2]
- Bartolomeo Portia † (décembre 1576 - février 1578)
- Giovanni Battista Castagna † (1578 - 1579)
- Minutio Minucci † (1583)

### Nonces apostoliques à Cologne (1584 - 1794)
- Feliciano Ninguarda (it) † (30 juin 1584 - 1584)[3], également évêque de Sant'Agata de' Goti (en)
- Giovanni Francesco Bonomi † (20 octobre 1584 - 25 février 1587), également évêque de Verceil
- Ottavio Mirto Frangipani (en) † (13 juin 1587 - 20 avril 1596)[4], également évêque de Caiazzo (de)
- Coriolano Garzadori (en) † (20 avril 1596 - 1er septembre 1606), également évêque d'Absorus
- Attilio Amalteo (it) † (1er septembre 1606 - 26 avril 1610), également archevêque titulaire d'Athènes
- Antonio Albergati (en) † (26 avril 1610 - 1621), également évêque de Bisceglie (en)
- Pietro Francesco Montorio (en) † (4 août 1621 - 1624)
- Pier Luigi Carafa † (15 juin 1624 - 1634), également évêque de Tricarico
- Martino Alfieri (en) † (20 septembre 1634 - 1639), également évêque d'Isola (de)
- Fabio Chigi † (13 juin 1639 - 1651), également évêque de Nardò-Gallipoli
- Giuseppe Maria Sanfelice (it) † (1652 - 1659), également archevêque de Cosenza
- Marco Galli † (9 octobre 1659 - 1666), également évêque de Rimini
- Agostino Franciotti (en) † (12 juillet 1666 - 10 juillet 1670), également archevêque titulaire de Trébizonde (de)
- Francesco Buonvisi † (16 juillet 1670 - 3 novembre 1672 nommé nonce apostolique extraordinaire en Pologne), également archevêque titulaire de Thessalonique (de)
- Opizio Pallavicini † (29 novembre 1672 - 1676), également archevêque titulaire d'Éphèse (de)
- Fabio Guinigi † (30 juin 1676 - 1680)
- Ercole Visconti (it) † (28 septembre 1680 - 1687), également archevêque titulaire de Damiette (de)
- Sebastiano Antonio Tanara † (30 avril 1687 - 26 mai 1690 nommé nonce apostolique au Portugal (en)), également archevêque titulaire de Damas (de)
- Gianantonio Davia † (8 août 1690 - 13 février 1696 nommé nonce apostolique en Pologne), également archevêque titulaire de Thèbes (de)
- Fabrizio Paolucci † (24 février 1696 - 1698), également évêque de Macerata et Tolentino (it)
- Orazio Filippo Spada † (31 octobre 1698 - 28 janvier 1702 nommé nonce apostolique extraordinaire auprès de l'Empereur), également archevêque titulaire de Thèbes (de)
- Giulio Piazza † (23 décembre 1702 - 15 juillet 1706 nommé nonce apostolique en Pologne), également archevêque titulaire de Rhodes (de)
- Giovanni Battista Bussi, senior † (6 juillet 1706 - 1712), également archevêque titulaire de Tarse
- Girolamo Archinto (it) † (1er décembre 1712 - 21 novembre 1720 nommé nonce apostolique en Pologne), également archevêque titulaire de Tarse
- Vincenzo Santini (pl) † (4 juin 1721 - 19 novembre 1721 nommé nonce apostolique en Pologne), également archevêque titulaire de Trébizonde (de)
- Gaetano de' Cavalieri † (4 mai 1722 - 27 mars 1732 nommé nonce apostolique au Portugal (en)), également archevêque titulaire de Tarse
- Giacomo Oddi † (28 juin 1732 - 7 février 1735 nommé nonce apostolique à Venise), également archevêque titulaire de Laodicée-en-Phrygie (de)
- Fabrizio Serbelloni † (5 février 1735 - 8 août 1738 nommé nonce apostolique en Pologne), également archevêque titulaire de Patras
- Ignazio Michele Crivelli † (5 octobre 1739 - 26 mars 1744 nommé nonce apostolique en Flandre (en)), également archevêque titulaire de Césarée-en-Cappadoce (de)
- Girolamo Spinola † (23 avril 1744 - 22 janvier 1754 nommé nonce apostolique en Suisse), également archevêque titulaire de Laodicée-en-Phrygie (de)
- Niccolò Oddi † (12 février 1754 - 4 décembre 1759 nommé nonce apostolique en Suisse), également archevêque titulaire de Trajanopolis-en-Rhodope (de)
- Cesare Alberico Lucini (it) † (21 février 1760 - 18 décembre 1766 nommé nonce apostolique en Espagne), également archevêque titulaire de Nicée
- Giovanni Battista Caprara † (18 décembre 1766 - 6 septembre 1775 nommé nonce apostolique en Suisse), également archevêque titulaire d'Iconium (de)
- Carlo Antonio Giuseppe Bellisomi † (20 septembre 1775 - 7 mai 1785 nommé nonce apostolique au Portugal (en)), également archevêque titulaire de Tyane (de)
- Bartolomeo Pacca † (24 avril 1786 - 21 mars 1794 nommé nonce apostolique au Portugal), également archevêque titulaire de Damiette (de)
- Annibale della Genga † (14 mars 1794 - 1795 transféré à la nonciature apostolique en Bavière), également archevêque titulaire de Tyr